# Massor av bovar
Massor av bovar (engelska: Crooks Anonymous) är en brittisk komedifilm från 1962 i regi av Ken Annakin.

## Handling
Småtjuven Fred försöker bättra sig och starta ett nytt liv.

## Rollista i urval
- Leslie Phillips - Fred Cox/"Dandy Forsdyke"
- Stanley Baxter - R.S. Widdowes
- Wilfrid Hyde-White - Laurence Montague
- Julie Christie - Babette La Verne
- James Robertson Justice - Sir Harvey Russellrod
- Michael Medwin - Ronnie Bassett
- Pauline Jameson - Prunella
- Robertson Hare - Grimsdale
- Raymond Huntley - Wagstaffe
- Norman Rossington - Bert
- Harry Fowler - Woods
- Harold Goodwin - George
- Harry Locke - Fred
- Colin Gordon - fyllot
- Jeremy Lloyd - konferenciern
- Dennis Waterman - pojke i parken